# 重阳木
重阳木（学名：Bischofia polycarpa）为葉下珠科重阳木属下的一个种。

## 扩展阅读
- 維基物種上的相關：重阳木